# 陳穎韶
陳穎韶，JP（1972年3月24日—），因冠夫姓亦稱黃陳穎韶（英語：May Wong），香港公務員，現任教育局常任秘書長，曾擔任勞工處處長及深水埗民政事務專員等要職。她在1994年8月加入港英政府擔任政務主任，並在2007年至2012年間出任深水埗民政事務專員。及後，她返回政府總部升任副秘書長，並曾於公務員事務局及教育局任職。她在2020年至2022年時出任財經事務及庫務局副秘書長，與香港警務處擴充打擊洗錢的人員編制。她的丈夫為香港特別行政區政府首任財政司副司長黃偉綸。

## 早年生涯
陳穎韶生於1972年3月24日。

## 公務員生涯

### 早期生涯
陳穎韶於1994年8月加入港英政府擔任政務主任，她隨即被派至布政司署憲制事務科任職助理憲制事務司。及後，她在1996年改在政務科出任助理政務司，負責香港交接儀式系列活動的籌備工作，並在主權移交時過渡至民政事務局出任助理局長。在交接項目完結後，她一度改往房屋局擔任助理局長，直至2000年起改任保安局助理局長，任內曾負責偽冒電腦身份證問題及簽發智能身份證等香港身份證政策及項目。香港政治委任制度在2002年7月開始實施後，她改任為保安局助理秘書長，並繼續處理後來成為e-道系統的自助出入境檢查系統項目。在2003年1月，她重返政制事務局升任首席助理秘書長，負責香港選舉制度的相關事務，並支援選舉管理委員會及選舉事務處的工作。及後，她在2005年10月晉升為首長級丙級政務官，並於2006年年中在局內轉任政制事務局局長林瑞麟的政務助理。

### 深水埗民政事務專員

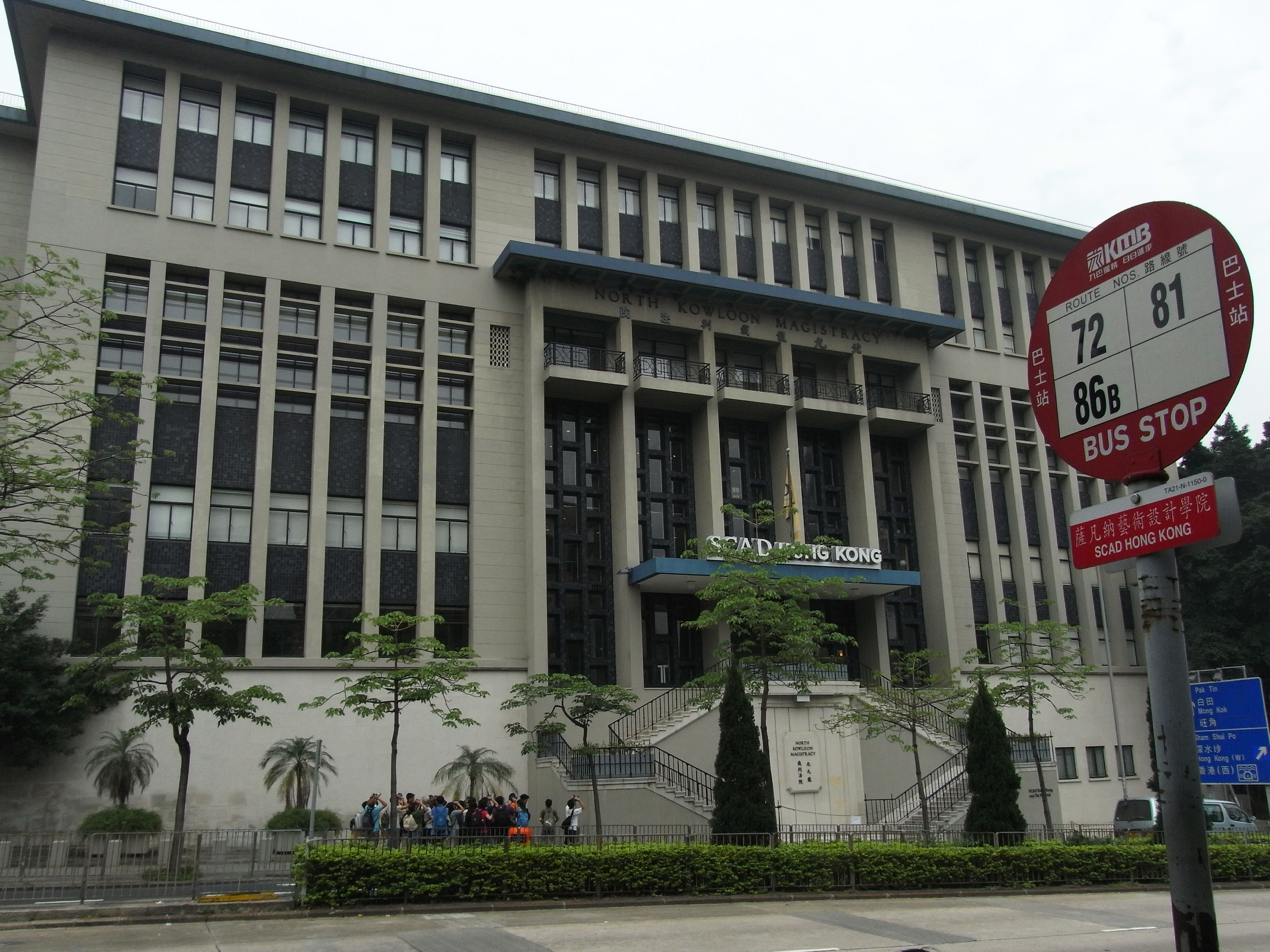
北九龍裁判法院在陳穎韶任內活化為薩凡納藝術設計學院香港分校

陳穎韶於2007年6月28日起接替葉大偉擔任深水埗民政事務專員，而陳亦於同月29日獲委任為官守太平紳士。在她上任前，深水埗區議會強烈反對北九龍裁判法院改作香港考試及評核局總部的計劃，並期望政府將裁判法院改造為法律歷史博物館。香港行政長官曾蔭權在2007年10月發表的《施政報告》中決定推行活化歷史建築伙伴計劃，而計劃中包括三座任於深水埗區的歷史建築，包括美荷樓、荔枝角醫院及北九龍裁判法院。因此，陳陪同發展局局長林鄭月娥與地區人士交涉，並一同強調尊重地方人士意見。最終，北九龍裁判法院由薩凡納藝術設計學院奪得使用權，惟被香港八和會館主席汪明荃批評不尊重本地組織及文化。另外，區內的石硤尾工廠大廈亦在陳任內活化成賽馬會創意藝術中心。
與此同時，由於深水埗區人口稠密及複雜，因此陳在任內曾配合多個不同政策籌備地區項目，包括清潔香港運動、改善少數族裔學生教育、長者數碼支援及協助邊緣青年融入社群等等。她又促成香港天文台於2010年3月在荔枝角公園設立深水埗區自動氣象站，完成天文台在全港18區每區設立最少一個氣象站的計劃。及後，她亦與區議會籌辦旅遊文化節「深水淘寶」以刺激區內旅遊文化發展，並支持市區重建項目的檢討及民間參與活動。最後，她在2012年3月11日後結束專員任期，由莫君虞接任。

### 重返政總
陳穎韶在卸任民政事務專員後於民政事務總署升任副署長，負責2012年香港立法會選舉的地方選區及區議會（第二）功能界別的籌備工作，並兼任區（二）界別的選舉主任。選舉過後，她在2012年10月重返政府總部，並改任公務員事務局副秘書長，負責香港公務員薪酬及服務條件政策，及兼理部門編制組織事項。她在2014年確任為首長級乙級政務官，並在同年7月1日再獲委任為官守太平紳士。在2017年10月，她調任教育局副秘書長，負責行政、財政及資訊科技等機構事務及支援項目，而她亦因官職而出任一些官立學校的管理委員會主席。
及後，陳在2020年12月再轉任財經事務及庫務局副秘書長，負責包括金融商品、金融机构及洗錢等財經事務法律及政策事宜。她在2021年4月與香港警務處向香港立法會徵求開設60個警隊新職位以針對洗錢活動，撥款因涉擴展金融政治審查而備受非建制派反對，但建制派就期望可藉此打撃612人道支援基金等香港民主運動群眾募資基金。面對爭議，她及後在同年5月解釋群眾募資為合法行為，只是洗錢等非法活動可利用該等工具集資。法例通過後，陳更與警務處處長蕭澤頤一同籌備反洗黑錢月的系列宣傳活動。然而，612基金不久後就在2021年8月決定分階段停運，而警務處國家安全處則按《香港國安法》在基金於同年9月28日清盤前索取其交易及通訊等資料作調查，亦於2022年5月以涉及國安罪行為由拘捕612基金五名信託人，並在同年9月審訊時供稱曾循洗錢方向調查。在任內，陳於2022年4月進一步升任首長級乙一級政務官。

### 勞工處處長
在2022年升任首長級乙一級政務官不足半年，陳穎韶就獲委任為因孫玉菡升任勞工及福利局局長而出缺的勞工處處長一職，並於同年9月26日履新及署任首長級甲級政務官。她在上任後隨即面對立法會對加密最低工資委員會修訂香港最低工資次數及加快提昇最低工資的要求，她則以最低工資除防止工資過低外仍需要考慮對勞工市場的靈活性和整體競爭力影響等拒絕回應訴求。
面對精進建築工業意外事件在陳的任內接連發生，她提出《職安健修訂條例草案》提升最高罰則，及後在2023年4月刊憲並生效。儘管她指出香港的致命工業意外在一直維持每年約20宗水平，但責成署方嚴肅跟進每宗工業意外，而精進建築的牌照亦因而被吊銷。

## 個人生活
陳穎韶以記憶力強見稱，她兩度效力布政司署憲制事務科和政制事務局相隔七年，但她仍記得辦公室的密碼相同。陳的丈夫為香港特別行政區政府首任財政司副司長黃偉綸，兩人在2000年代初曾一同任職保安局，並在她調職至政制事務局後隨即開始交往。兩人及後於2009年1月11日於深水埗學基浸信會舉行婚禮，陳亦在2012年1月24日誕下一子。兩人早於2007年未婚時已購入位於新界汀角聚豪天下的住宅物業，並聯名擁有房產。陳在婚後亦常陪同黃出席社交場合，她更因此在社交名流間亦在冠夫姓下稱為黃陳穎韶。然而，兩人工作事忙而甚少親自下廚，但陳穎韶就曾與前入境事務處助理處長陳詠梅在香港中華廠商聯合會的嘉年華上一同示範廚藝。

## 榮譽

### 勳銜
- 官守太平紳士（J.P.）（2007年6月29日－2012年3月11日；2014年7月1日）[14][32]

### 頭銜
- 陳穎韶，JP（May Chan Wing-shiu, JP，2007年6月29日－2012年3月11日；2014年7月1日－）[14][32]